# Jesús Balmori
Jesús Balmori y González Mondragón (Manila, 10 de enero de 1887-Ciudad de Quezon, 23 de mayo de 1948) fue un escritor filipino en lengua española.

## Biografía
Vino al mundo en el barrio manileño de Ermita e hizo sus estudios en el Colegio de San Juan de Letrán y en la Universidad de Santo Tomás, licenciándose en Filología. Casado con Dolores Rodríguez Joaquín.
Desde muy joven, recibió diferentes premios en diferentes certámenes poéticos, contendiendo con otros poetas de su época tales como Manuel Bernabé y Flavio Zaragoza Cano o Cecilio Apóstol, con lo cual lo hizo en verso. Inicialmente llegó a trabajar de abogado, si bien posteriormente terminaría dedicándose de por vida a su verdadera pasión, la literatura.
Su estilo irónico y satírico se puso de manifiesto en el periódico La Vanguardia con el seudónimo “«Batikuling», en una sección titulada Vida manileña. También colaboró con publicaciones como El Renacimiento, El Debate o La Voz de Manila.
Su última novela (Los pájaros de fuego. Novela filipina de la guerra) fue escrita en 1945, durante la ocupación japonesa de Filipinas y recuperada décadas después por Isaac Donoso y José María Fons. Al acabar la guerra, Balmori cedió el manuscrito al gobierno filipino para su publicación, pero este hecho no tuvo lugar hasta 2010, gracias al Instituto Cervantes de Manila, que lo editó en su Colección de Clásicos Hispanofilipinos.
En los últimos años de su vida fue embajador de Filipinas en España, Japón, México y otros países de Sudamérica. Falleció de cáncer de garganta poco después de haber escrito su último poema: "A Cristo", dedicado a su mujer.

## Obra
Novelas:
- Bancarrota de almas (1910)
- Se deshojó la flor (1915)
- Los pájaros de fuego. Novela filipina de la guerra (1945)

También escribió varias obras dramáticas, destacando:
- Flor del Carmelo
- Acompañados de Gloria
- Las de Sungkit de Malacañag
- Doña Juana la Loca
- Filipinizad a los filipinos, en la cual criticaba los valores norteamericanos por corromper a la juventud filipina.[5]

Sobresale, no obstante como excelso poeta, y destacan sus poemas:
- Gloria
- Vae Victis
- Himno a Rizal
- A nuestro don Quijote de la Mancha

Publicó las siguientes colecciones poéticas: 
- Rimas Malayas (1904)
- El libro de mis vidas manileñas (1928)
- Mi choza de nipa (1940)

## Premios
- 1908. Concurso literario del Día de Rizal (Tres poemas suyos fueron galardonados con los tres primeros premios)
- 1926. Premio Zóbel de Literatura. (junto con Manuel Bernabé)
- 1940. Premio de la Mancomunidad.